# شرودرز
شرودرز (به انگلیسی: Schroders) شرکت خدمات مالی بریتانیایی است، که در زمینه ارائه خدمات سرمایه‌گذاری، مدیریت سرمایه‌گذاری و بانکداری سرمایه‌گذاری فعالیت می‌کند.
شرکت شرودرز در سال ۱۸۰۴ توسط یوهان هاینریش شرودر تأسیس شد و در حال حاضر دارای عملیات در ۲۷ کشور می‌باشد. دفتر مرکزی این شرکت در شهر لندن، بریتانیا قرار دارد و بخشی از سهام آن در بازار بورس لندن معامله می‌شود. این شرکت نام خود را از یک خانواده فرانسوی-آلمانی یعنی خانواده شرودر گرفته‌است.